# Inertial Upper Stage
Pour les articles homonymes, voir IUS.

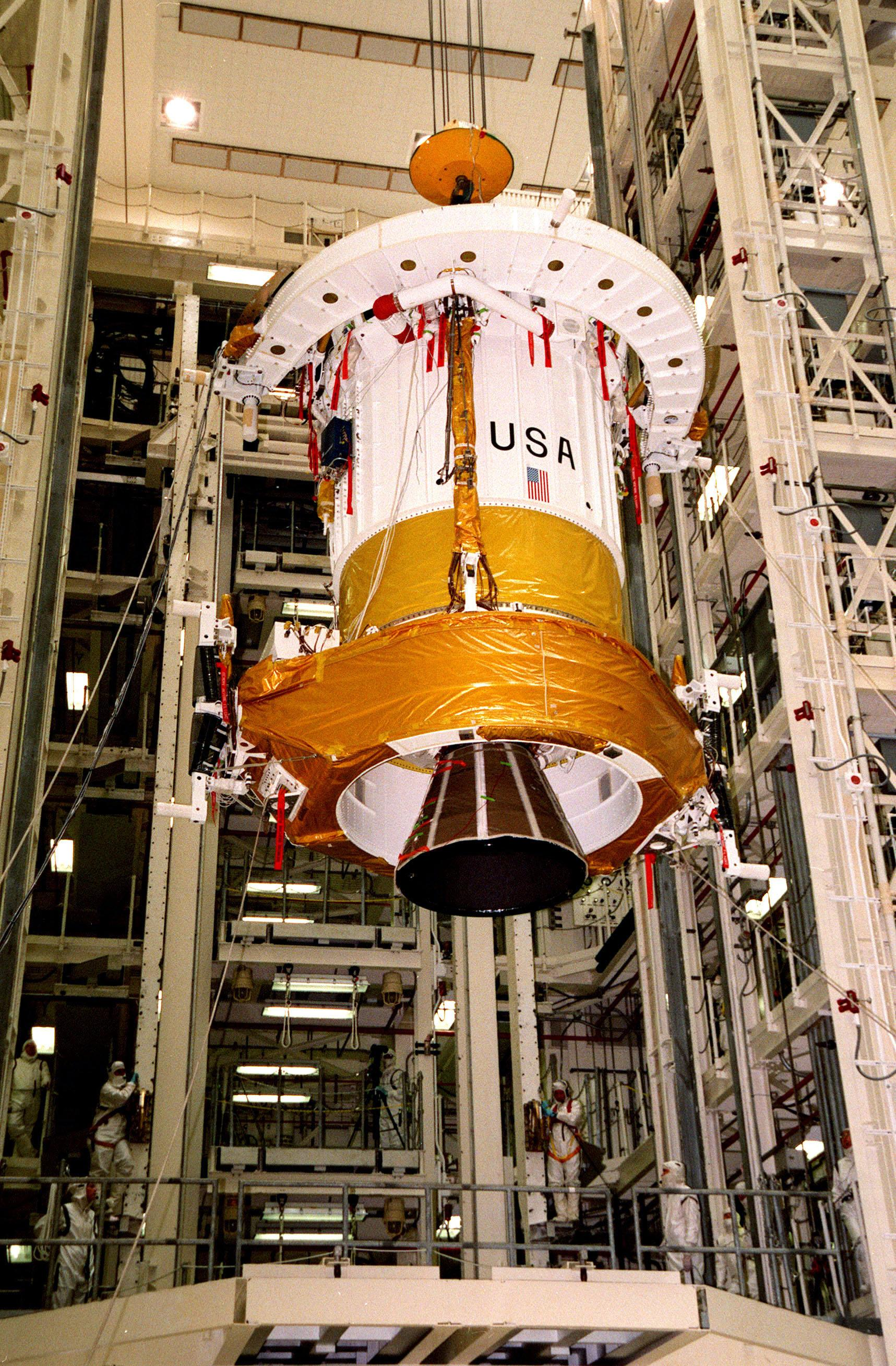
L'étage supérieur IUS est installé pour le lancement du télescope Chandra.

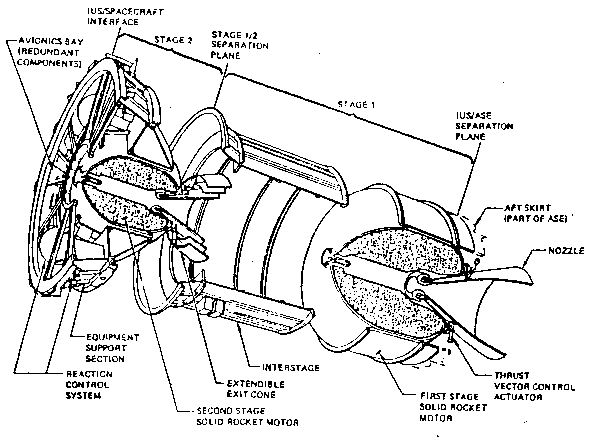
Schéma de l'étage supérieur IUS.

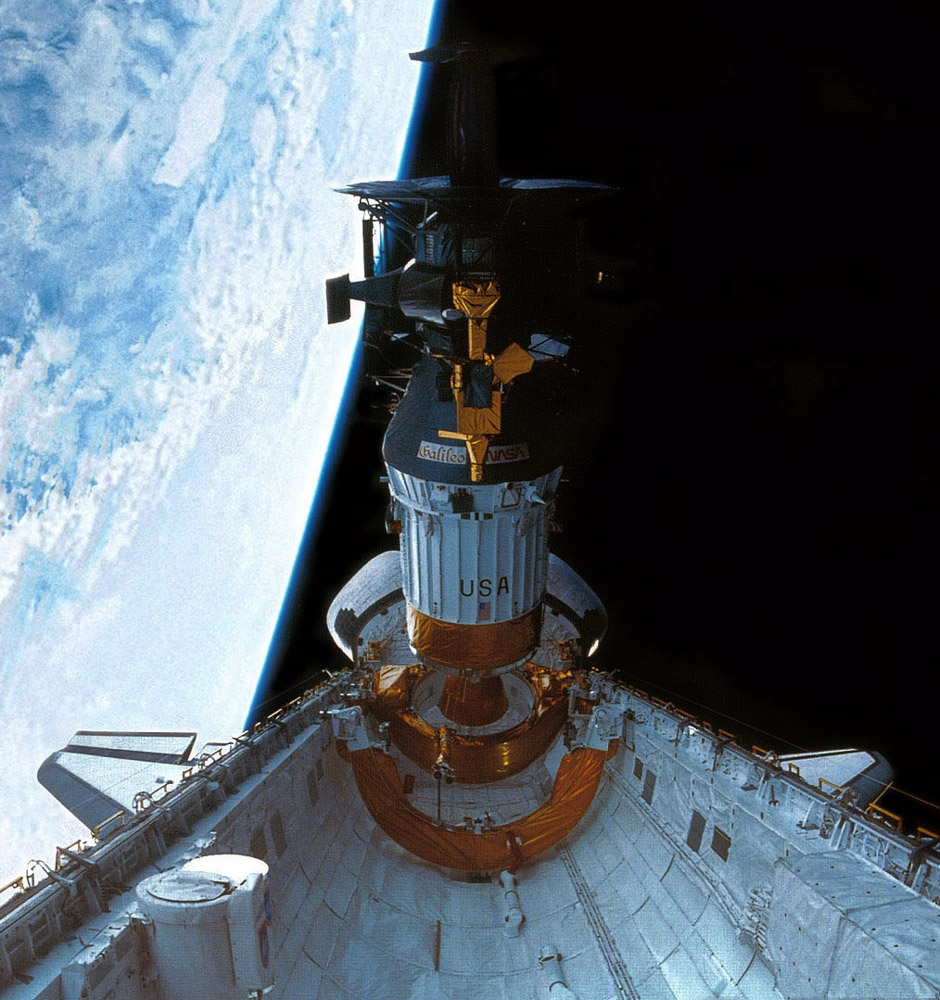
Lancement de la sonde spatiale Galileo depuis la navette spatiale (1989).

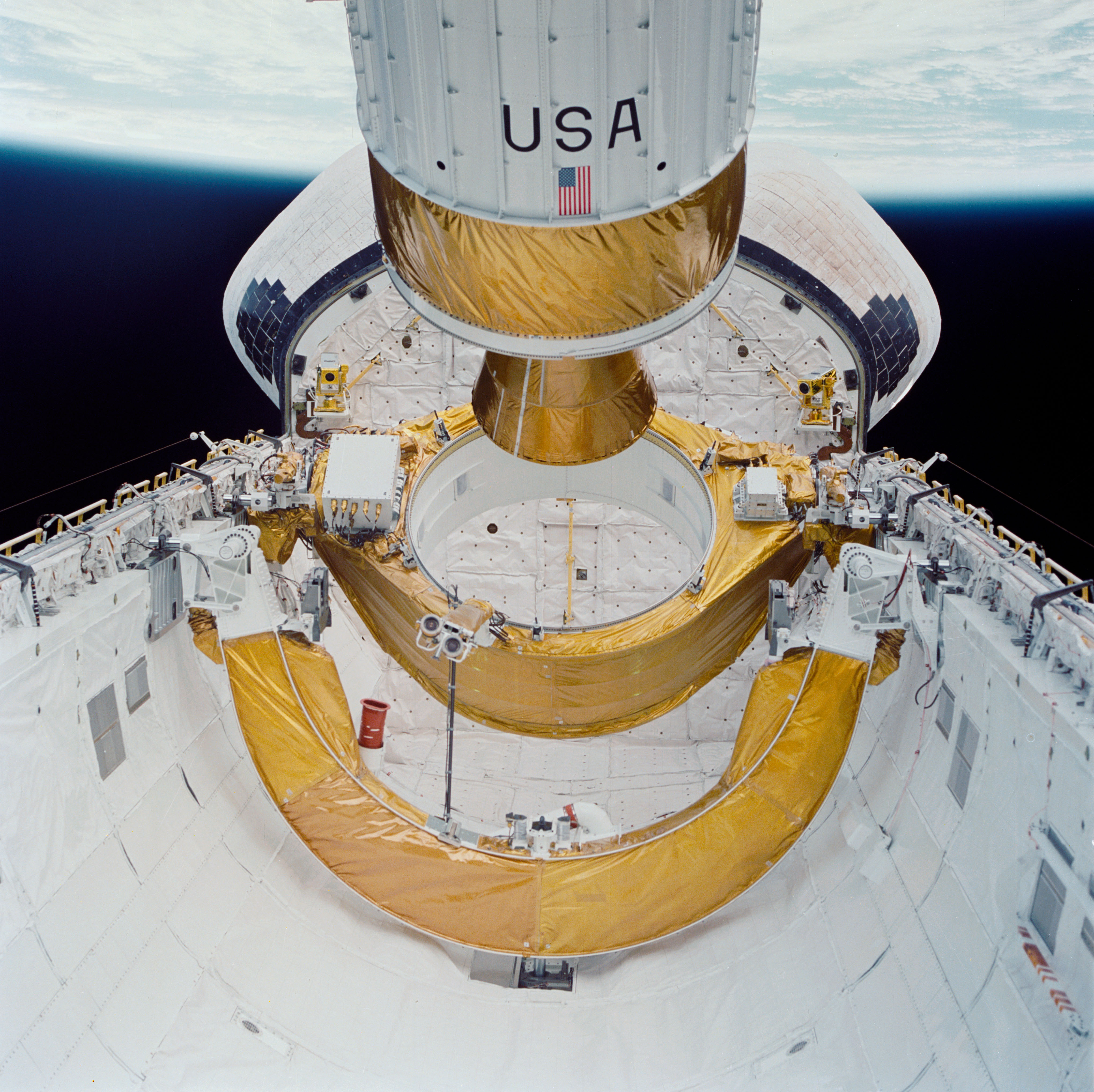
Gros plan sur le support pivotant utilisé pour lancer l'étage IUS et son satellite, dans la soute de la navette spatiale américaine.

L'étage Inertial Upper Stage, ou IUS (« Étage supérieur inertiel », initialement désigné « Interim Upper Stage »), est un étage supérieur de fusée développé par la société Boeing pour répondre aux besoins de lancement de satellites géostationnaires et de sondes spatiales par la navette spatiale américaine, en attendant la mise au point du remorqueur spatial « Space Tug ».
Après l'abandon de ce dernier, puis l'arrêt de l'adaptation de l'étage à hydrogène liquide Centaur après l'accident de la navette Challenger, l'IUS devient incontournable pour le lancement de satellites depuis la navette. Sa conception lui permet de servir d'étage supérieur au lanceur militaire Titan. Il comprend deux étages, utilisant chacun un propulseur à propergol solide. Capable de placer un satellite de 2  à   3 tonnes sur une orbite géostationnaire, il est utilisé à 24 reprises de 1982 à 2004 pour lancer des satellites de télécommunications, des satellites militaires et des sondes spatiales, ainsi qu'un télescope spatial. L'arrêt des lancements de satellite depuis la navette spatiale, trop coûteux, puis le remplacement du lanceur Titan par les nouveaux lanceurs Atlas V et Delta IV, entraînent son retrait du service. Son dernier vol a lieu en février 2004. 

## Développement
Le début de la conception de l'étage IUS remonte à 1969, lorsque les premiers travaux sur la navette spatiale américaine sont entamés. Cette dernière ne peut pas dépasser l'orbite terrestre basse ; pour lancer avec la navette un satellite sur les orbites plus hautes, en particulier l'orbite géostationnaire, la NASA envisage le développement du Space Tug, un remorqueur spatial réutilisable qui est chargé de transférer le satellite de l'orbite basse vers son orbite définitive et peut se ravitailler auprès d'une station spatiale en orbite.
En attendant la mise au point du Space Tug, la NASA et l'Armée de l'air américaine (USAF) décident de développer un engin temporaire, l'étage Interim Upper Stage (étage supérieur provisoire). L'architecture de ce dernier fait l'objet de longues études et débats. Finalement, en 1985, le département de la Défense des États-Unis (DoD) propose de développer un étage utilisant du propergol solide pour des raisons de coût ; cette solution est acceptée par la NASA qui est à l'époque hostile à un étage à ergols liquides, comme le Centaur préconisé par certains, qui peut s'avérer dangereux à transporter par la navette spatiale. Peu avant le lancement de l'appel d'offres, l'Armée de l'air américaine décide d'ajouter une clause au cahier des charges : l'IUS doit pouvoir servir d'étage supérieur au lanceur lourd Titan, utilisé par l'armée pour lancer les satellites militaires les plus lourds, et son avionique doit pouvoir guider le lanceur Titan dès le début du lancement. Fin 1977, le concept de Space Tug est abandonné par la NASA et l'étage IUS est baptisé Inertial Upper System (« Inertial » parce que l'étage dispose de son propre système de guidage). Le constructeur Boeing est retenu pour développer l'étage, et les développements débutent en avril 1978.
Celui-ci rencontre de nombreux problèmes techniques touchant l'enveloppe du propergol, la tuyère déployable du second étage, le bloc de poudre, l'avionique et les logiciels de vol. Le projet est également handicapé par de nombreuses modifications du cahier des charges. Le vol inaugural de l'étage IUS a lieu le 30 octobre 1982 : il est utilisé comme étage supérieur d'un lanceur Titan 34D pour placer en orbite géostationnaire deux satellites de télécommunications militaires DSCS (Defense Satellite Communications System). Malgré la perte de la télémétrie durant le vol, les deux satellites atteignent leur orbite. Le second vol de l'étage IUS a lieu depuis la navette spatiale le 4 avril 1983 : le lancement du satellite TDRS (Tracking and Data Relay Satellite) de la NASA connaît également des péripéties, mais les contrôleurs parviennent à rétablir la situation,. L'arrêt des lancements de satellites depuis la navette spatiale, trop coûteux et trop dangereux (dernier lancement en 1999), puis le remplacement du lanceur Titan par les nouveaux lanceurs Atlas V et Delta IV, entraînent le retrait du service de l'étage IUS en 2004, après 24 vols et un seul échec imputable à l'étage.

## Caractéristiques techniques
L'étage IUS est long de 5,18 mètres pour un diamètre de 2,8 mètres et une masse totale de 14,742 tonnes. Il comprend deux étages, utilisant chacun un propulseur à propergol solide. Le premier étage est propulsé par un moteur Orbus 21, contenant 9,7 tonnes de propergol et générant une poussée de 188,5 knewtons. Le second étage est propulsé par un étage Orbus-6, contenant 2,7 tonnes de propergol avec une poussée de 80,8 kN. Le moteur principal peut fournir une poussée continue durant 150 secondes, ce qui représente à l'époque un record. La charge en propergol peut être modifiée, pour répondre aux exigences en termes de durée et de profil de la poussée propres à la mission. L'étage IUS dispose d'un système de guidage et de pilotage et est stabilisé sur trois axes. Il dispose pour ces besoins de trois calculateurs redondants prenant leur décision à la majorité, de deux centrales à inertie comprenant chacune cinq gyroscopes et cinq accéléromètres, et d'un viseur d'étoiles. Les deux tuyères des propulseurs à propergol solide sont orientables. Par ailleurs, l'étage dispose de petits propulseurs à hydrazine pour contrôler son orientation,.
L'étage IUS peut être utilisé par les lanceurs Titan 34D, Titan IV-A, Titan IV-B et la navette spatiale américaine. L'étage permet de placer sur une orbite géostationnaire des satellites dont la masse dépend du lanceur utilisé : 
- Navette spatiale : 2 268 kg.
- Titan 34D : 1 817 kg.
- Titan IV-A : 2 364 kg.
- Titan IV-B : 2 860 kg.

## Historique des lancements
L'étage IUS est utilisé à 24 reprises, pour lancer depuis la navette spatiale américaine ou le lanceur Titan : 
- des satellites de télécommunications de la NASA de la série Tracking and Data Relay Satellite (TDRS).
- des satellites militaires de télécommunications de la série Defense Satellite Communications System (DSCS).
- des satellites d'alerte avancée de la série Defense Support Program (DSP).
- des satellites de reconnaissance américains, notamment de la série Magnum.
- trois sondes spatiales (Magellan, Ulysses, Galileo) et le télescope spatial à rayons X Chandra.

En octobre 1990, la sonde Ulysses présente la particularité d'être lancée en utilisant à la fois un étage IUS (numéro de série 17) et un Payload Assist Module (PAM-S), lequel rajoute ainsi un troisième étage de propulsion aux deux de l'étage IUS, pour pouvoir atteindre la vitesse souhaitée.
| N° ordre | Numéro de série | Date              | Lanceur                                     | Charge utile          | Type de charge utile                             | Orbite                            | Remarque |
| -------- | --------------- | ----------------- | ------------------------------------------- | --------------------- | ------------------------------------------------ | --------------------------------- | --- |
| 1        | IUS-2           | 30 octobre 1982   | Titan-34D IUS                               | DSCS-2 F16, DSCS-3 A1 | deux satellites de télécommunications militaires | Orbite géostationnaire            | |
| 2        | IUS-1           | 4 avril 1983      | Navette spatiale américaine et IUS          | TDRS 1                | Satellite de télécommunications de la NASA       | Orbite géostationnaire            | |
| 3        | IUS-11          | 24 janvier 1985   | Navette spatiale américaine et IUS          | Magnum 1              | Satellite de reconnaissance                      | Orbite géostationnaire            | |
| 4        | IUS-12          | 3 octobre 1985    | Navette spatiale américaine et IUS          | DSCS-3 B4, DSCS-3 B5  | deux satellites de télécommunications militaires | Orbite géostationnaire            | |
| 5        | IUS-3           | 28 janvier 1986   | Navette spatiale américaine et IUS          | TDRS B                | Satellite de télécommunications de la NASA       | Orbite géostationnaire            | Échec : destruction de la navette spatiale Challenger |
| 6        | IUS-7           | 26 septembre 1988 | Navette spatiale américaine et IUS          | TDRS 3                | Satellite de télécommunications de la NASA       | Orbite géostationnaire            | |
| 7        | IUS-9           | 13 mars 1989      | Navette spatiale américaine et IUS          | TDRS 4                | Satellite de télécommunications de la NASA       | Orbite géostationnaire            | |
| 8        | IUS-18          | 4 mai 1989        | Navette spatiale américaine et IUS          | Magellan              | Sonde spatiale pour l'étude de Vénus             | Orbite interplanétaire            | |
| 9        | IUS-8           | 14 juin 1989      | Titan IV-A avec IUS                         | DSP-14                | Satellite d'alerte avancée                       | Orbite géostationnaire            | |
| 10       | IUS-19          | 18 octobre 1989   | Navette spatiale américaine et IUS          | Galileo               | Sonde spatiale pour l'étude de Jupiter           | Orbite interplanétaire            | |
| 11       | IUS-5           | 23 novembre 1989  | Navette spatiale américaine et IUS          | Magnum 2              | Satellite de reconnaissance                      | Orbite géostationnaire            | |
| 12       | IUS-17          | 6 octobre 1990    | Navette spatiale américaine et IUS et PAM-S | Ulysses               | Sonde spatiale pour l'étude du Soleil            | Orbite interplanétaire            | |
| 13       | IUS-6           | 13 novembre 1990  | Titan IV-A avec IUS                         | DSP-15                | Satellite d'alerte avancée                       | Orbite géostationnaire            | |
| 14       | IUS-15          | 2 aout 1991       | Navette spatiale américaine et IUS          | TDRS 5                | Satellite de télécommunications de la NASA       | Orbite géostationnaire            | |
| 15       | IUS-14          | 24 novembre 1991  | Navette spatiale américaine et IUS          | DSP-16                | Satellite d'alerte avancée                       | Orbite géostationnaire            | |
| 16       | IUS-13          | 13 janvier 1993   | Navette spatiale américaine et IUS          | TDRS 6                | Satellite de télécommunications de la NASA       | Orbite géostationnaire            | |
| 17       | IUS-20          | 22 décembre 1994  | Titan IV-A avec IUS                         | DSP-17                | Satellite d'alerte avancée                       | Orbite géostationnaire            | |
| 18       | IUS-26          | 13 juillet 1995   | Navette spatiale américaine et IUS          | TDRS 7                | Satellite de télécommunications de la NASA       | Orbite géostationnaire            | |
| 19       | IUS-4           | 23 février 1997   | Titan IV-B avec IUS                         | DSP-18                | Satellite d'alerte avancée                       | Orbite géostationnaire            | |
| 20       | IUS-21          | 9 avril 1999      | Titan IV-B avec IUS                         | DSP-19                | Satellite d'alerte avancée                       | Orbite géostationnaire            | Le satellite est placé sur une orbite inutilisable à la suite d'une défaillance de l'étage IUS. Le satellite est utilisé pour des expériences technologiques. |
| 21       | IUS-27          | 23 juillet 1999   | Navette spatiale américaine et IUS          | Chandra               | Télescope spatial à rayons X                     | Orbite haute à forte excentricité | |
| 22       | IUS-22          | 8 mai 2000        | Titan IV-B avec IUS                         | DSP-20                | Satellite d'alerte avancée                       | Orbite géostationnaire            | |
| 23       | IUS-16          | 6 août 2001       | Titan IV-B avec IUS                         | DSP-21                | Satellite d'alerte avancée                       | Orbite géostationnaire            | |
| 24       | IUS-10          | 14 février 2004   | Titan IV-B avec IUS                         | DSP-22                | Satellite d'alerte avancée                       | Orbite géostationnaire            | |